# لسیچووو
لسیچووو (به بلغاری: Lesichovo) یک منطقهٔ مسکونی در بلغارستان است که در استان پازارجیک واقع شده‌است.
 لسیچووو  ۹۸۲ نفر جمعیت دارد و ۲۹۴ متر بالاتر از سطح دریا واقع شده‌است.